# DN13A
DN13A este un drum național din România care leagă Bălăușeri de Sovata, Odorheiu Secuiesc și Miercurea Ciuc.